# Marián Kuchár
Marián Kuchár (* 22. listopadu 1959) je bývalý slovenský fotbalista.

## Fotbalová kariéra
V československé lize hrál za ZVL Žilina. Nastoupil v 1 ligovém utkání. Gól v lize nedal.

## Ligová bilance
| Ročník                                   | Zápasy | Góly | Klub       |
| ---------------------------------------- | ------ | ---- | ---------- |
| 1. československá fotbalová liga 1977/78 | 1      | 0    | ZVL Žilina |
| CELKEM 1. liga                           | 1      | 0    |            |